# Sylvan Adams
Sylvan Adams (né le 1er novembre 1958 au Québec) est un homme d'affaires israélo-canadien. Milliardaire philanthrope et passionné de cyclisme, il investit notamment dans ce sport pour qu'il se développe en Israël.

## Biographie

### Antécédents familiaux
Le père de Sylvan Adams est né Marcel Abramovich dans une famille juive à Piatra Neamț en Roumanie en 1920,. Pendant la Seconde Guerre mondiale, il est forcé de travailler dans des camps de travail nazis de 1941 à 1944. Il s'en échappe et avec l'aide de l'Agence juive s'enfuit d'abord en Turquie, puis vers la Palestine mandataire, où il se bat pour l'indépendance d'Israël. En 1951, il immigre au Canada où il travaille dans une tannerie à Québec. En 1953, il épouse sa femme Annie. En 1955, il commence à investir dans l'immobilier en réalisant un bénéfice de 70% sur son premier immeuble. En 1958, il fonde « Iberville Developments » et en 1959, il ouvre son premier centre commercial. Au fil des investissements, les actifs de l'entreprise atteignent un milliard de dollars. À sa retraite, c'est son fils Sylvan Adams, l'un des quatre enfants du couple, qui dirige la société,. En 2017, Iberville détient et gère un portefeuille diversifié de plus de 100 propriétés d'une superficie de 8 millions de pieds carrés,.

### Entrepreneur et philanthrope
En 1992, Sylvan Adams prend la direction d'Iberville après avoir obtenu son diplôme à l'Université de Toronto. Sa fortune est estimée à plus d'un milliard de dollars. Dans les années 1980, il rencontre sa femme Margaret  lors d'une mission bénévole dans un kibboutz au Royaume-Uni. Le couple a quatre enfants. Adams se dit « sioniste ». 
Sylvan Adams est impliqué en tant que mécène et philanthrope. Il occupe de nombreux postes honorifiques. En 2015, il est l'un des signataires de The Giving Pledge, une campagne philanthropique lancée par Bill Gates et Warren Buffett. Sa femme et lui ont mis en place la Margaret et Sylvan Adams Family Foundation, pour soutenir des projets éducatifs et médicaux en Israël et au Canada. La fondation offre des bourses de doctorat à l'Académie israélienne des sciences et lettres. Il a également financé un projet de théâtre juif à Montréal, dont la salle principale porte son nom depuis 2018 « Théâtre Sylvan Adams ». Il est également l'un des sponsors de SpaceIL, une organisation à but non lucratif visant à lancer le premier atterrissage lunaire israélien. 
Fin 2015, Adams confie l'entreprise familiale à son fils Josh. Avec son épouse Margaret, il fait son alya et déménage de Montréal à Tel Aviv-Jaffa en Israël. Les deux ont reçu la citoyenneté israélienne en décembre 2015.

### Cyclisme
À la fin de sa trentaine, Sylvan Adams s'est mis à faire du vélo, pour compenser avec son travail quotidien. À 41 ans, il participe à des compétitions en catégorie Masters, où il obtient de nombreux succès. Dans son groupe d'âge, il est six fois champion du Canada, il remporte six médailles d'or aux Maccabiades en 2009 et 2013, ainsi qu'un total de quatre médailles d'or aux championnats panaméricains. Il est également deux fois champion du monde Masters sur la route et champion d'Israël,. 
Après s'être installé en Israël, il entreprend de rendre le cyclisme plus populaire dans le pays. Il prend en charge le coût du lancement du Tour d'Italie 2018 en Israël, investit dans la construction du vélodrome Sylvan Adams et dans l'équipe cycliste Israel Cycling Academy et finance l'Institut Adams de recherche sur le sport à l'Université de Tel Aviv. En 2019, il fait don de deux millions de dollars pour construire un toit sur le vélodrome de Bromont (Canada), qui porte également son nom,. En 2020, l'équipe cycliste rachète la licence World Tour de la Team Katusha. Elle est renommée Israel Start-Up Nation et participe à son premier Tour de France. Adams s'est réjoui de la nouvelle : « Nous aurons notre nom, Israël, au Tour de France, qui sera vu par 2,6 milliards de personnes avec nos couleurs bleu et blanc. C'est très symbolique. ».
La vision de Sylvan Adams est de faire de Tel-Aviv, l'« Amsterdam du Moyen-Orient ». Il travaille avec le Fonds national juif pour mettre en place un réseau de pistes cyclables, de sorte que les personnes des banlieues puissent atteindre le centre-ville plus rapidement avec leur vélo.

### Autres actions promotionnelles
Sylvan Adams a payé plus d'un million de dollars pour faire venir la chanteuse Madonna à Tel Aviv, en Israël lors de la finale du concours Eurovision de la chanson 2019. Lors de la soirée elle suscite la polémique car deux de ses danseurs arborent dans leur dos des drapeaux israélien et palestinien.
En novembre 2019, il finance l'organisation à Tel-Aviv d'un match amical de football, entre l'Uruguay et l’Argentine, avec Lionel Messi.

### Reconnaissance
En 2019, Sylvan Adams est considéré par The Jerusalem Post comme la 35e personnalité juive la plus influente.
La même année, il reçoit le titre de professeur honoraire de l'Université de Tel Aviv.